# Anna Shirley
Anne Shirley és un personatge fictici de la novel·la “Anna de Teules Verdes” (1908) de l’autora Lucy Maud Montgomery, és una nena escocesa òrfena que li encanta llegir, té les idees molt clares i lluita per a un món millor. També és protagonista de la sèrie Canadenca “Anne with an E” (2017), creada per Moira Walley-Beckett. La sèrie només té tres temporades, no està acabada ja que un cop va sortir la tercera, l’agost de 2018, CBC i Netflix la van cancel·lar. El personatge manté les mateixes característiques tant en la novela com en la sèrie, és una adaptació fidedigna.

## Biografia
Aquesta biografia està basada en la sèrie “Anne with an E”.
Anne Shirley va néixer a Bolingbroke, una ciutat fictícia a Nova Escòcia l’any 1883. Des de ben petita es va quedar òrfena, i va estar vivint la major part de la seva infància en un orfenat als afores de la ciutat d’Avonlea, l’Illa del Príncep Eduard, Canadà. Allà altres nenes li feien assetjament i la vida impossible. A més va treballar de serventa en diferents famílies on la van explotar tant mentalment com psicològicament. Quan tenia tretze anys, finalment la van acollir uns germans, de mitjanes edats, perquè necessitaven ajuda en el manteniment de la granja.

### L’arribada a casa, Avonlea
L’any 1896 els germans Cuthbert, la Marilla i en Matthew, van decidir adoptar un nen jove de l'orfenat perquè els ajudes a cuidar la casa, en canvi es van endur una gran sorpresa en veure que els havien enviat una nena de tretze anys bastant esquifida. La reacció d’en Matthew amb l'Anne va ser molt bona, es van entendre de seguida, li encantava la seva imaginació, la intel·ligència i el seu esperit. En canvi la Marilla no estava d’acord en adoptar-la, encara que al capdavall van acabar tenint una relació molt especial. Finalment Anne podia dir que la granja de les teules verdes era casa seva.
La seva primera amistat a Avonlea va ser amb la Diana Berry, una veïna de la seva edat, juntes van passar milers d'experiències.

### Comença l'escola
A l'escola, Anne, és on coneix a la majoria de nens i nenes de la seva edat que viuen a Avonlea. Al principi li va costar fer amics dins la classe, ja que els seus companys la veien diferent per ser òrfena i tenir el cabell d’un color poc comú. Per això li feien comentaris desagradables o la tractaven amb menyspreu. Encara que finalment acaba sent amiga de tothom, gràcies a la seva empatia i bondat.
Durant aquests anys també descobreix que li encanta estudiar i el seu objectiu és entrar a la Universitat de Queen, situada a Charlottetown, l’Illa del Príncep Eduard, per ser professora.

### Final feliç, Queen’s Academy

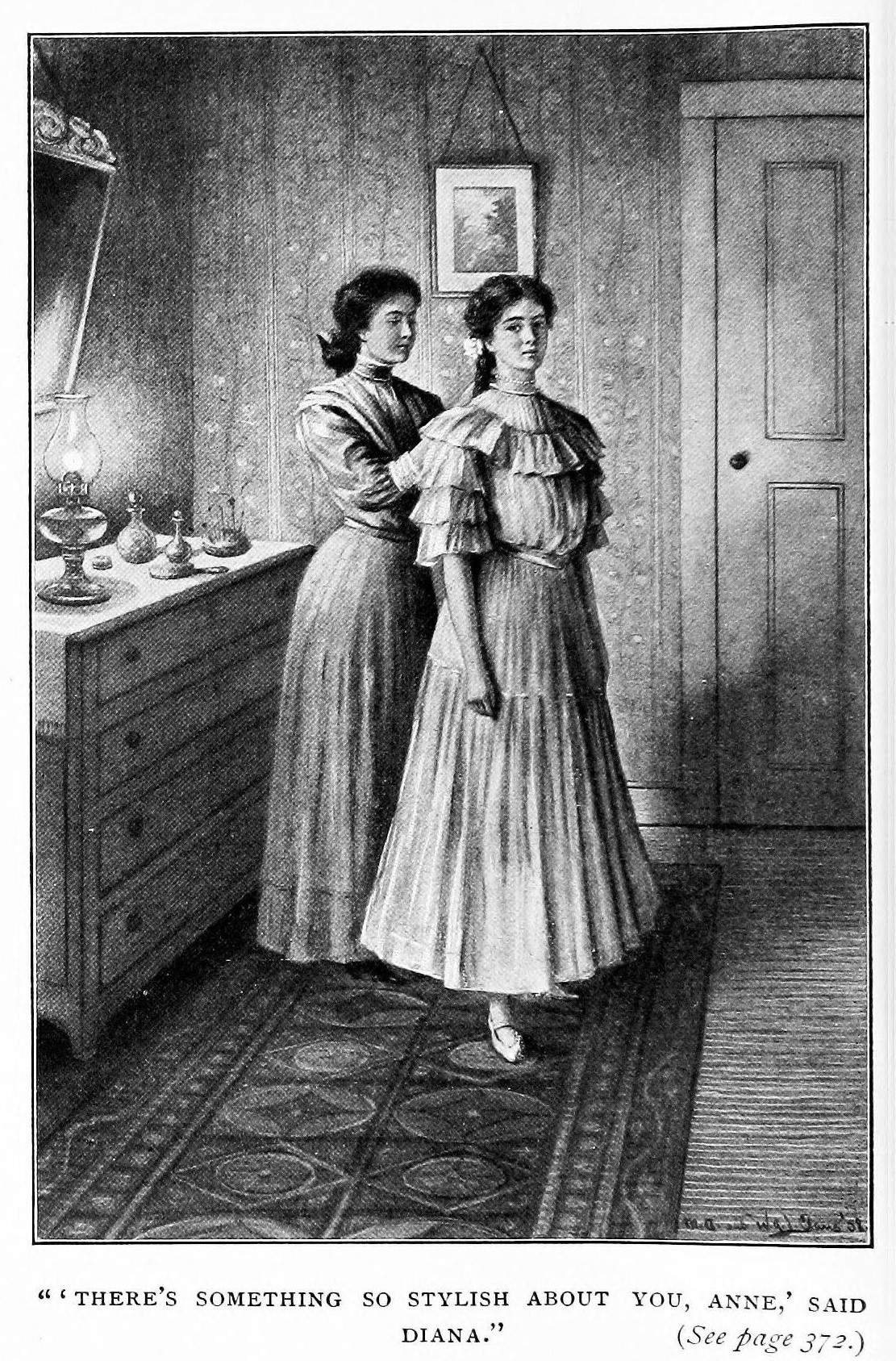
Il·lustració d'una publicació de 1908 d'Anne of Green Gables de L.M. Montgomery. Diana Berry i Anne Shirley.

A la sèrie d'Anne with an E, Anne, va a la Universitat de Queen’s Academy, juntament amb la seva amiga Diana Berry. Allà es va poder treure una llicència de professora. Com que la sèrie es va cancel·lar, la història de la sèrie Anne with an E s'acaba aquí.

## Anna de les teules verdes

### Sinopsi
Anna de les teules verdes és un llibre de l’autora Canadenca Lucy Maud Montgomery, publicat l’any 1908. Explica la història de Anne Shirley, una nena d’onze anys òrfena, que viu a finals del segle xix. El llibre narra totes les aventures que li passen des que arriba a Avonlea, dins l'escola, i la seva vida com a mare.
Anne Shirley és una nena que és enviada per equivocació a la granja de les teules verdes, on hi viuen dos germans de mitjanes edats, en Mattew i la Marilla. En realitat havien demanat per un nen, així els podria ajudar a cuidar la casa. Al final decideixen quedar-se amb la nena i junts formen una família molt especial. Quan Anne comença l'escola coneix a en Gilbert, que principalment tenen molta rivalitat i no s'entenen gaire, però poc a poc la seva amistat es va convertint en algo més.
Finalment la Anne i en Gilbert s'acaben casant a la granja de les teules verdes. Després es traslladen en una casa molt acollidora al poble de Els Quatre Vents, l’Illa del Príncep Eduard. Li diuen la “casa dels somnis”, allà és on tenen els dos primers fills, encara que un dels dos mor durant la infància. Al cap de poc s'han de tornar a mudar en una casa més gran, que serà on tindran la resta de fills. En total en tenen set entre els anys 1895-1900, aquests són en Joyce (o "Joy") (que mor de molt petit en l'estància a la Casa dels Somnis), James Matthew ("Jem"), Walter Cuthbert, les bessones Diana ("Di") i Anne ("Nan"), Shirley (el més petit), i Bertha Marilla ("Rilla").

### Elements autobiogràfics de l’autora
En comparació amb la protagonista Anne Shirley, a l’autora també se li va morir la mare, encara que seguia amb el seu pare viu, ell la va abandonar quan era petita i per tant, se’n va anar a viure amb els seus avis en una casa a l’Illa del Príncep Eduard. No el va tornar a veure quan ella ja era una adolescent i el va anar a visitar, a ell i la seva nova família. Li va agafar un sentiment d'abandonament que va perdurar la resta de la seva vida. A partir d’això es va inspirar en la història del llibre.

### Publicació del llibre
L’any 1905, Lucy Maud Montgomery, va escriure la novel·la, li va enviar a diferents editors però tots la van refusar, curiosament va guardar el llibre en una caixa de barrets. No va ser al cap de dos anys (1907) que el va re-trobar, se'l va tornar a llegir i va decidir tornar-ho a provar. Llavors l'editorial “L.C Page & Co” (Page company of Boston), va acceptar.

### Repercussió de la novel·la
Quan finalment es va publicar el llibre l’any 1908, va tenir molt d’èxit, ja que es van vendre quasi 20.000 exemplars en menys d’un any. Actualment, des de la seva publicació s'ha traduït en 36 llengües diferents i s'han arribat a vendre unes 50.000 còpies, convertint-lo en un dels llibres més venuts del món.

### Diferències entre la serie i el llibre
Les principals diferències entre la serie (Anne with an E) i la novel·la és que va a Universitats diferents, en la sèrie va a Queen’s Academy, en canvi a la novel·la entra en la Universitat de Redmond college. Una altra diferència és que en el llibre, Anne, neix l’any 1865, encara que en la sèrie neix l’any 1883.

## Anne with an E
La sèrie d'Anne with an E és l’última de vàries adaptacions que s'han fet del llibre Anna de les teules verdes. Es va estrenar el 19 de març de 2017 per CBC, i el 12 de maig del mateix any internacionalment a Netflix. Va guanyar diversos premis com: Canadian Screen Award: Premi Shaw Media a la Millor Actuació d'una Actriu en un Paper Protagonista Dramàtic Continuat. Premi Shaw Media a la Millor Sèrie Dramàtica. Millor Actriu Secundària en un Programa o Sèrie Dramàtica. Canadian Screen Award al Millor Actor Secundari en una Sèrie o Programa Dramàtic.
Aquesta sèrie tracta temes com, l'abandonament infantil, l’orfandat, el trauma psicològic, també problemes socials com, la pressió per la conformitat, la desigualtat de gènere, el racisme, la llibertat d’expressió i la religió.